# Mar Levantino
O mar Levantino é um mar marginal do mar Mediterrâneo situado na sua parte oriental, banhando as costas de Egito, Líbano, Chipre, Israel, Síria e Turquia. Às vezes é chamado de Bacia Levantina ou Mar do Levante. O seu nome Levante, tem origem em uma palavra do francês medieval que significa "Leste". O mar levantino faz fronteira com o norte e o leste do Oriente Médio pelas costas asiáticas, a oeste e noroeste com as ilhas do Arco Egeu e ao sul com as costas africanas.
A maior ilha do Mar levantino é Chipre, a maior profundidade é de 4.384 m encontrada na Trincheira Plínio, cerca de 80 km ao sul de Creta, o Mar levantino se estende por uma área de 320.000 km2, a parte norte do Mar Levantino entre Chipre e Turquia é chamada de Mar Cílice, também no norte há duas grandes baías, o Golfo de Alexandreta (a nordeste) e o Golfo de Antália na parte mais setentrional.
O mar Levantino possuiu grande potencial para a exploração do gás natural, nele encontram-se vários campos de gás natural, principalmente nas costa marítimas do Egito e Israel. Situa-se na costa israelense o Campo de Gás Tamar, e o campo de Leviatã; os 02 (dois) são visto como oportunidade para Israel alcançar um grau de independência energética no Oriente Médio. Através de estudos realizados no ano de 2017, mesmo por estimativas conservadoras, o Leviatã tem gás suficiente para atender às necessidades domésticas de Israel por 40 anos. O campo iniciou a produção comercial de gás em 31 de dezembro de 2019. Já o campo de Tamar a produção é realizada por oito poços conectados por uma tubulação submarina submarina de 150 km de comprimento até uma plataforma de processamento de gás localizada na costa de Ashkelon. A primeira entrega comercial de gás ocorreu em 1 de abril de 2013, após três anos de trabalho de desenvolvimento. A capacidade total de entrega inicial foi de 27,9 milhões de m3 por dia ou 10 bilhões de metros cúbicos anualmente. Isso foi aumentado em 2015 para 31 milhões de m3 por dia com a adição de compressores no terminal de recepção ashdod. Em 2016, o reservatório produziu 9,3 bilhões de metros cúbicos de gás, um aumento de 12% em relação ao ano anterior. Em 2018, a produção do campo de gás Tamar produz mais de 60% da eletricidade de Israel.